# Willie DeWit
Willie DeWit, född den 13 juni 1961 i Three Hills, Alberta, är en kanadensisk boxare som tog OS-silver i tungviktsboxning 1984 i Los Angeles. Henry Tillman från USA besegrade DeWit i finalen.